# 萨夫尔
萨夫尔（法語：Saffres，法語發音：[safʁ]）是法国科多尔省的一个市镇，属于蒙巴尔区。

## 地理
萨夫尔（47°22'6"N, 4°34'43"E）面积12.43 平方千米，位于法国勃艮第-弗朗什-孔泰大區科多尔省，该省份为法国中东部省份，北起奥布省，西接涅夫勒省和约讷省，南至索恩-卢瓦尔省，东南接汝拉省，东临上索恩省，东北部与上马恩省接壤。
与萨夫尔接壤的市镇（或旧市镇、城区）包括：马桑日莱维托、阿沃讷、布塞、安塞勒弗朗、奥克苏瓦地区维利、维托。

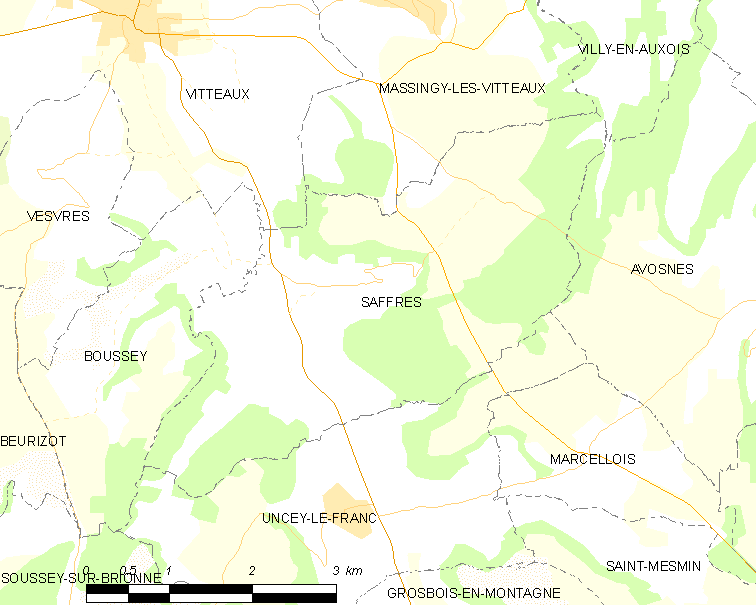
萨夫尔的OSM定位图

萨夫尔的时区为UTC+01:00、UTC+02:00（夏令时）。

## 行政
萨夫尔的邮政编码为21350，INSEE市镇编码为21537。

## 政治
萨夫尔所属的省级选区为欧苏瓦地区瑟米尔县。

## 人口

1962-2008年间萨夫尔人口变化图示

萨夫尔于2022年1月1日时的人口数量为120人。